# モンシニョール
モンシニョール（イタリア語: monsignore、英語: monsignor）とは、キリスト教・カトリック教会の聖職者の敬称のひとつ。教会に多大な貢献をし、あるいは教会統治に貴重な役割をする（男子修道者でない）教区司祭に、ローマ教皇より授与される。語源はイタリア語: monsignore（わが君主）。高位聖職者ともいう。